# Janice Kawaye
Janice Kawaye est une actrice américaine née le 29 janvier 1970 à Los Angeles.

## Filmographie
- 1984 : La Nuit de la comète (Night of the Comet) de Thom Eberhardt : Sarah
- 1987 : Dorothy Meets Ozma of Oz (vidéo) : Dorothy (voix)
- 1989 : The Karate Kid (série télévisée) : Taki (voix)
- 1990 : Potsworth & Co. (série télévisée) : Keiko (voix)
- 1990 : Capitaine Planète (Captain Planet and the Planeteers) (série télévisée) : Gi (voix)
- 1992 : Des Souris à la Maison-Blanche (Capitol Critters) (série télévisée) (voix)
- 1994 : Where on Earth Is Carmen Sandiego? (série télévisée) (voix)
- 1994 : Aladdin (série télévisée) (voix)
- 2004 : Megas XLR (série télévisée) : Dance-Dance-Revolution girl (voix)
- 2004 à la télévision|2004 : Hi Hi Puffy AmiYumi (série télévisée) : Ami Onuki (voix)
- 2006 : Bleach : Yuzu Kurosaki (voix)
- 2013 : La Ligue des justiciers : Nouvelle Génération : Asami Koizumi (voix)

## Ludographie
- 2004 : Ninja Gaiden : Ayane[1],[2]

- 2007 : Nicktoons: Attack of the Toybots : Jenny "XJ-9" Wakeman

- 2008 : Ninja Gaiden II : Ayane[3]

- 2010 : Valkyria Chronicles II : Cosette Coalhearth

- 2012 : Ninja Gaiden 3 : Ayane[4]

- 2013 : Rune Factory 4 : Xiao Pai

- 2017 : .hack//G.U. Last Recode : Kusabira

- 2018 : Détective Pikachu : Rita Partridge

- 2018 : Naruto to Boruto: Shinobi Strike : Avatar féminin 2[5]

- 2019 : Fire Emblem: Three Houses : Lysithea von Ordelia

- 2020 : Fire Emblem Heroes : Lysithea[6]

- 2021 : Scarlet Nexus : voix additionnelles[7]

- 2022 : Fire Emblem Warriors: Three Hopes : Lysithea von Ordelia

- 2022 : Nickelodeon All-Star Brawl : Jenny "XJ-9" Wakeman[8]

- 2022 : Nickelodeon Kart Racers 3: Slime Speedway : Jenny "XJ-9" Wakeman

- 2023 : Master Detective Archives: Rain Code : Ama-Pal[9]

- 2023 : Nickelodeon All-Star Brawl 2 : Jenny "XJ-9" Wakeman